# 9322 Лінденау
9322 Лінденау (9322 Lindenau) — астероїд головного поясу, відкритий 10 січня 1989 року.
Тіссеранів параметр щодо Юпітера — 3,181.